# التقسيم الإداري في ولايات ميكرونيسيا المتحدة
التقسيم الإداري في ولايات ولايات ميكرونيسيا المتحدة في المستوى الأول هو الولايات . وهي أربع ولايات. وفي المستوى الثاني 72 بلدية وخمس مدن بالإضافة إلى العاصمة باليكير.

## الولايات

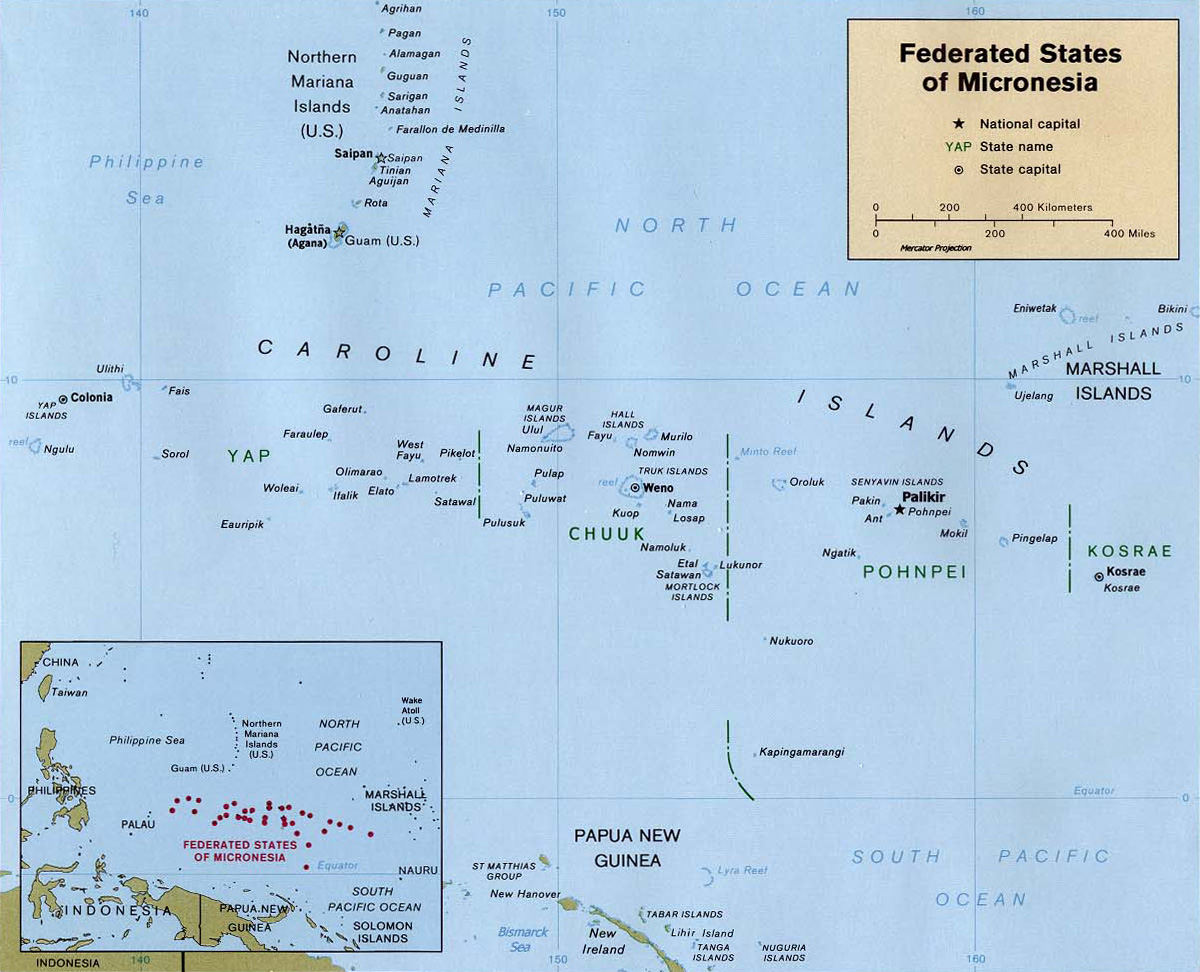
خريطة ولايات ميكرونيسيا المتحدة

الولايات الأربع في الاتحاد هي :
| العلم | الولاية | العاصمة         | الحاكم الحالي    | الأرض | الأرض | السكان | كثافة السكان | كثافة السكان |
| العلم | الولاية | العاصمة         | الحاكم الحالي    | كم²   | ميل²  | السكان | كم²          | ميل²         |
| ----- | ------- | --------------- | ---------------- | ----- | ----- | ------ | ------------ | ------------ |
|       | تشوك    | فينو            | ويسلي سمينا      | 127   | 49.2  | 54,595 | 420          | 1088         |
|       | كوسراي  | توفول           | ليندون جاكسون    | 110   | 42.6  | 9,686  | 66           | 170          |
|       | بوهنباي | كولونيا بوهنباي | جون أهسا         | 345   | 133.2 | 34,685 | 98           | 255          |
|       | ياب     | كولونيا ياب     | سيباستيان أنيفال | 118   | 45.6  | 16,436 | 94           | 243          |

## المدن
- كولونيا, ياب
- كولونيا
- ليلو
- باليكير
- وينو
- تول

## البلديات
- دوبلون
- إيوت
- إيتال
- فالا بيجويتس
- فانانو
- فيفان
- جزيرة كوتو
- لوساب
- لوكونور
- ماجور
- موتش
- موين
- موريلو
- ناما
- نامولوك
- نوموين
- أوناري
- أونيوب
- أونو
- بارام
- بيس لوساب
- بيساراس
- بولاب
- بولوسوك
- بولووات
- رومانوم
- روو
- ساتاوان
- طا
- تاماتام
- تول (جزيرة)
- تسيس
- أودوت
- أولول
- أومان

### ولاية كوسراي
- ليلو
- مالم
- تافونساك
- بلدية أوتوا
- ولاونج

### بوهنباي
- كابينجامرنجي
- بلدية كيتي
- جزيرة كولونبا
- مادولينهو
- موكيل
- جزيرة نيت
- نجاتيك
- نكورو
- ورولوك
- بينجلاب
- سوكيس
- جزيرة أوة

### ياب
- داليببناو
- إيواريبيك
- إيلاتو
- فايس
- دوبلون
- فاراوليب
- جزيرة جافيروت
- جاجيل
- جلمان
- إفاايك
- كانيفاي
- لاموتريك
- جزيرة ماب
- نجولو
- بايكلوت
- رول
- رومونج
- ساتاوال
- سورول
- طوميل
- أوليزي
- ويلوي
- وولاي

## روابط خارجية
- States of Micronesia at statoids.com
- Municipalities of Micronesia at statoids.com